# خط عرض 74° جنوب
خط عرض 74° جنوب هي إحدى دوائر العرض الجغرافية، وهي دوائر وهمية تحيط بالكرة الأرضية، وموازية لخط الاستواء، وتتميز هذه الدائرة بأن الأراضي الواقعة عليها تنتمي للمنطقة القطبية.

## حول العالم
خط عرض 74° جنوب يبدأ من خط الزوال الأولي ويتجه شرقا ويمر عبر:
| الإحداثيات                           | البلد أو الإقليم أو البحر | ملاحظات |
| ------------------------------------ | ------------------------- | --- |
| 74°0′S 0°0′E / 74.000°S 0.000°E      | القارة القطبية الجنوبية   | أرض الملكة مود، تطالب بها النرويج · الإقليم الأسترالي في القارة القطبية الجنوبية, تطالب بها أستراليا · أرض أديلي، تطالب بها فرنسا · الإقليم الأسترالي في القارة القطبية الجنوبية، تطالب بها أستراليا · منطقة روس، تطالب بها نيوزيلندا |
| 74°0′S 166°2′E / 74.000°S 166.033°E  | المحيط الجنوبي            | بحر روس |
| 74°0′S 127°24′W / 74.000°S 127.400°W | القارة القطبية الجنوبية   | منطقة غير مطالب بها |
| 74°0′S 113°34′W / 74.000°S 113.567°W | المحيط الجنوبي            | بحر أموندسن |
| 74°0′S 109°20′W / 74.000°S 109.333°W | القارة القطبية الجنوبية   | منطقة غير مطالب بها |
| 74°0′S 107°49′W / 74.000°S 107.817°W | المحيط الجنوبي            | بحر أموندسن |
| 74°0′S 102°19′W / 74.000°S 102.317°W | القارة القطبية الجنوبية   | منطقة غير مطالب بها · المقاطعة التشيلية بالقارة القطبية الجنوبية، تطالب بها تشيلي · منطقة تطالب بها تشيلي و المملكة المتحدة (تداخل في المطالبات) · منطقة تطالب بها الأرجنتين و تشيلي و المملكة المتحدة (تداخل في المطالبات)           |
| 74°0′S 60°50′W / 74.000°S 60.833°W   | المحيط الجنوبي            | بحر ودل |
| 74°0′S 21°13′W / 74.000°S 21.217°W   | القارة القطبية الجنوبية   | المقاطعة البريطانية بالقارة القطبية الجنوبية، تطالب بها المملكة المتحدة · أرض الملكة مود، تطالب بها النرويج |